# Charálampos Charalámpous
Charálampos Charalámpous (en grec moderne : Χαράλαμπος Χαραλάμπους), né le 4 avril 2002 à Larnaca à Chypre, est un footballeur international chypriote, qui évolue au poste de milieu central à l'Aris Limassol.

## Biographie

### En club
Né à Larnaca à Chypre, Charálampos Charalámpous est formé par l'académie du PAOK Salonique avant de terminer sa formation à l'Omónia Nicosie, avec lequel il débute en professionnel. Il joue son premier match le 14 avril 2019, lors d'une rencontre de championnat face à l'Apollon Limassol. Il entre en jeu à la place d'Abdul Ajagun et son équipe est battue par deux buts à zéro.
Charalámpous marque son premier but en professionnel le 18 août 2022, lors d'une rencontre qualificative pour la phase de groupe de la Ligue Europa 2022-2023 face au KAA La Gantoise. Titulaire, il ouvre le score et participe à la victoire de son équipe par deux buts à zéro,. Il est de nouveau buteur lors du match retour le 25 août, permettant aux siens de l'emporter une nouvelle fois (2-0) et de se qualifier.

### En sélection
Charálampos Charalámpous honore sa première sélection avec l'équipe nationale de Chypre le 24 septembre contre la Grèce. Il entre en jeu à la place de Loḯzos Loḯzou et son équipe s'impose par un but à zéro.
Charalámpous marque son premier but pour Chypre le 20 novembre 2022, pour sa troisième apparition en sélection, contre Israël. Il est titularisé et participe à la victoire de son équipe par trois buts à deux,.

## Palmarès
Omónia Nicosie
- Champion de Chypre (1) :
  - Champion : 2020-2021.
- Coupe de Chypre (2) :
  - Vainqueur : 2021-2022 et 2022-2023.
- Supercoupe de Chypre (1) :
  - Vainqueur : 2021.